# Dialektologia historyczna
Dialektologia historyczna – dział językoznawstwa zajmujący się rekonstrukcją dialektów oraz rekonstrukcją zróżnicowania dialektalnego.
Na podstawie myśli Józefa Kościa, celem dialektologii historycznej jest rekonstrukcja dialektów staropolskich, zatem przedmiotami tej są dialekty staropolskie i rekonstrukcja staropolskiego zróżnicowania dialektalnego. Posługuje się ona metodą filologiczną lub retrospektywną, lub obiema tymi metodami łącznie, bazując na dawnych źródłach pisanych. W dialektologii historycznej dominuje opis ewolucyjny budowany na wiedzy o poszczególnych etapach historycznych rozwoju terytorialnego języka, więc służy ona określeniu udziału poszczególnych obszarów dialektalnych w kształtowaniu literackiej odmiany języka narodowego. W porównaniu do dialektologii opisowej, perspektywa diachroniczna pogłębia się w dialektologii historycznej i obejmuje coraz to nowe terytoria językowe.

## Stosunek między dialektologią historyczną a dialektologią opisową
Przejrzystość relacji terminologicznej między dialektologią historyczną a opisową nie znajduje jednak odbicia w rozłączności ujęć diachronicznych i synchronicznych w obu tych subdyscyplinach dialektologicznych, na co zwrócił uwagę już Kazimierz Nitsch, pisząc, że „nieścisłe jest jeszcze dziś spotykane czasem rozróżnienie: dialektologia opisowa – dialektologia historyczna, bo i historyczna może być opisową, a dialektologia traktowana w tej książce [tj. w Dialektach języka polskiego] jest dialektologią dzisiejszą, nie tylko opisową, bo próbująca też sięgać w przeszłość. […] Wobec braku ścisłej granicy między historią a geografią języka w każdej pracy gramatycznej niejedno odnosi się do jego dialektów”. Również Mieczysław Karaś wyraził pogląd, że „diachronia i synchronia w opisie dialektologicznym mogą się przenikać, równocześnie na siebie oddziaływać. I to jest jedna płaszczyzna, na której występują obie warstwy; jest to płaszczyzna czasowa (chronologiczna), przy czym chronologia pojęta tu jest jako współistnienie”. Zatem badania dialektologiczne nie spełniają postulatu ścisłego rozgraniczenia płaszczyzny synchronicznej od diachronicznej w językoznawstwie, które to rozróżnienie ma już dość długą tradycję, gdyż wywodzi się z koncepcji naukowych m.in. Ferdinanda de Saussure’a, Jana Niecisława Baudouina de Courtenay czy Josta Wintelera. Według Józefa Kościa, rozróżnienie dialektologia opisowa – dialektologia historyczna niezupełnie pokrywa się z podziałem dialektografia – dialektologia, wprowadzonym przez Karola Dejnę. Karol Dejna uznał, że dialektologia bierze „za podstawę stwierdzony i opisany przez dialektografię stan gwarowy”. Finalnym zadaniem dialektologii opisowej i historycznej jest całościowy opis ewolucji terytorialnej języka polskiego.